# Polemus
Polemus is een geslacht van spinnen uit de familie springspinnen (Salticidae).

## Soorten
De volgende soorten zijn bij het geslacht ingedeeld:
- Polemus chrysochirus Simon, 1902
- Polemus galeatus Simon, 1902